# Rhyzobius litura
Rhyzobius litura  (лат.) — вид божьих коровок из подсемейства Coccidulinae.

## Описание
Жук длиной 2,5—3 мм. Килевидные линии на переднегруди соединяются под острым углом. Пенис не длиннее парамер, с добавочным отростком.